# Zinda Kaboré
Pour les articles homonymes, voir Kaboré.
Kaboré Bebzinda  ou Philippe Bebzinda Kaboré connu sous le nom de Philippe Zinda Kaboré  né le 18 novembre 1920 à Koudougou au Burkina Faso  et mort le  25 mai 1947 à Abidjan en Côte d'Ivoire est un homme politique d'origine voltaïque actuel Burkina Faso. Il est considéré comme l'un des pionniers de la lutte pour l'accession du Burkina Faso à l'indépendance. 

## Biographie
Zinda Kaboré, fils d'un chef de village traditionnels Mossi, a été étudiant à Bingerville (Côte d'Ivoire) et Dakar (Sénégal). Le 10 novembre 1946, il est élu, avec Félix Houphouët-Boigny et Ouezzin Coulibaly, comme l'un des trois députés de la colonie de Côte d'Ivoire au Parlement français. Il meurt quelques mois plus tard, le 25 mai 1947, à Abidjan (Côte d'Ivoire) à l'âge de 26 ans. Certaines rumeurs affirment qu'il a été empoisonné, mais les médecins ont diagnostiqué une crise cardiaque.

## Honneurs
Un des principaux lycées du Burkina Faso, le Lycée Philippe Zinda Kaboré, porte son nom.